# NGC 53
NGC 53 (другие обозначения — ESO 111-20, FAIR 3, AM 0012-603, PGC 982) — спиральная галактика с перемычкой (SBb) в созвездии Тукан.
Этот объект входит в число перечисленных в оригинальной редакции «Нового общего каталога».
Галактика была открыта английским астрономом Джоном Гершелем 15 сентября 1836.